# Baryssinus huedepohli
Baryssinus huedepohli là một loài bọ cánh cứng trong họ Cerambycidae.